# Pítko

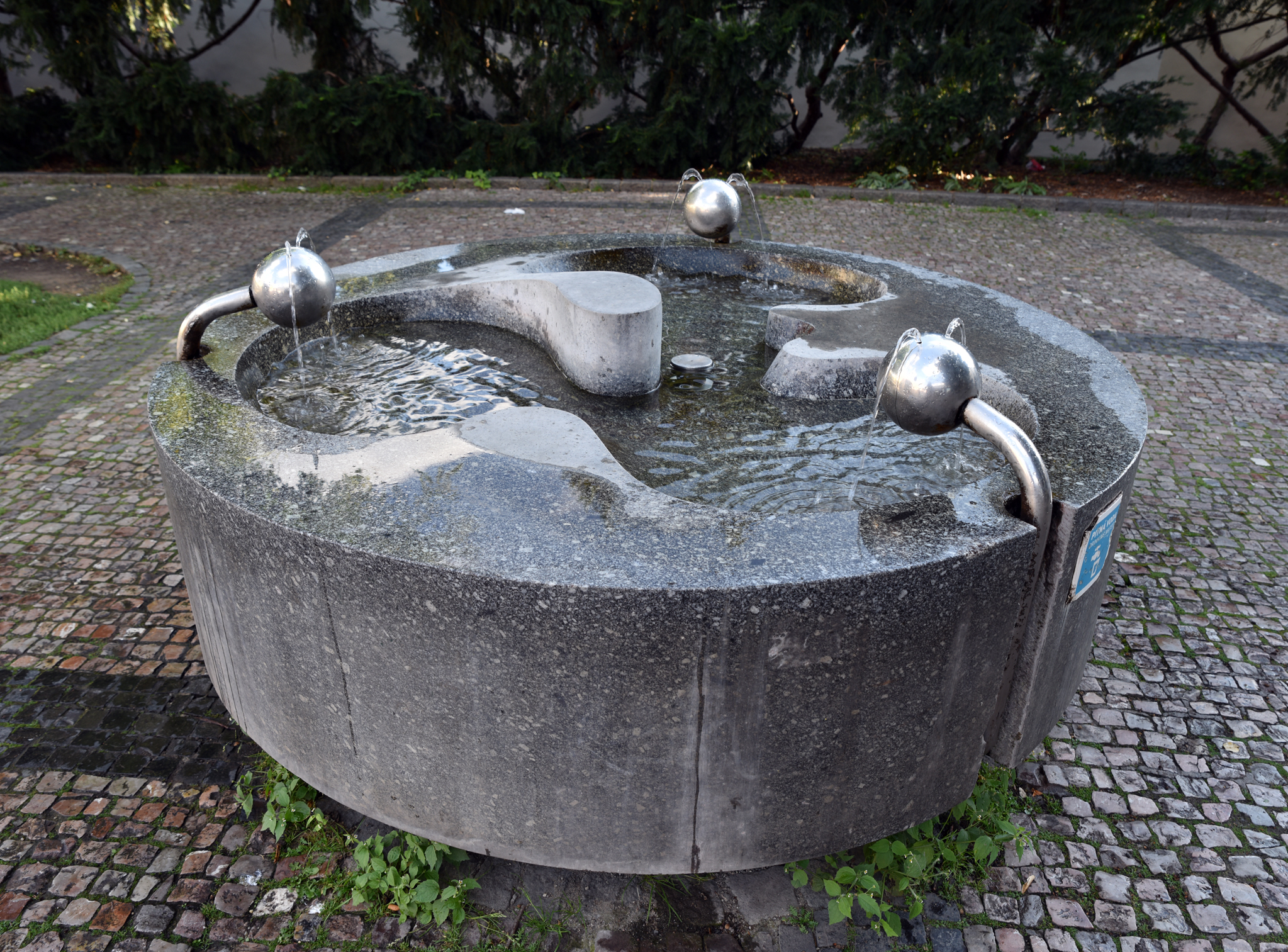
Miroslav Vystrčil, Kašna–pítko, Praha - Klárov (1978)

Pítko, též prameník, je umělé zařízení vybudované k pití, bez nutnosti použít pro pití nádobu. V průběhu času získalo slovo pítko i další příbuzné významy, jako jsou zařízení pro napájení malých zvířat (užívá se též výraz napáječka) a různé misky na vodu pro ptactvo, případně pro hmyz či jiné živočichy. Pítka se též nazývají nástavce pro snadnější pití z lahve pro děti, nemocné nebo invalidy.

## Vznik slova
Odborníci zaznamenali novotvar pítko v roce 1980, v souvislosti se zařízením instalovaným poblíž stanice metra Malostranská (autor Miroslav Vystrčil). Spisovný jazyk sice již měl odborný termín prameník, ten se ale v běžné slovní zásobě uchytil méně, někdy je používán současně se slovem pítko. Ještě v roce 1993 bylo slovo pítko jazykovědci považováno za novinku ve slovní zásobě, kterou slovníky ještě neuváděly. Základní význam (pouliční zařízení sloužící lidem) se v cizích jazycích překládá nejčastěji jako výraz podobný českému fontánka (anglicky drinking fountain, německy Trinkbrunnen, francouzsky fontaine publique, italsky fontanella apod.).

## Pítka jako umělecká díla (příklady)

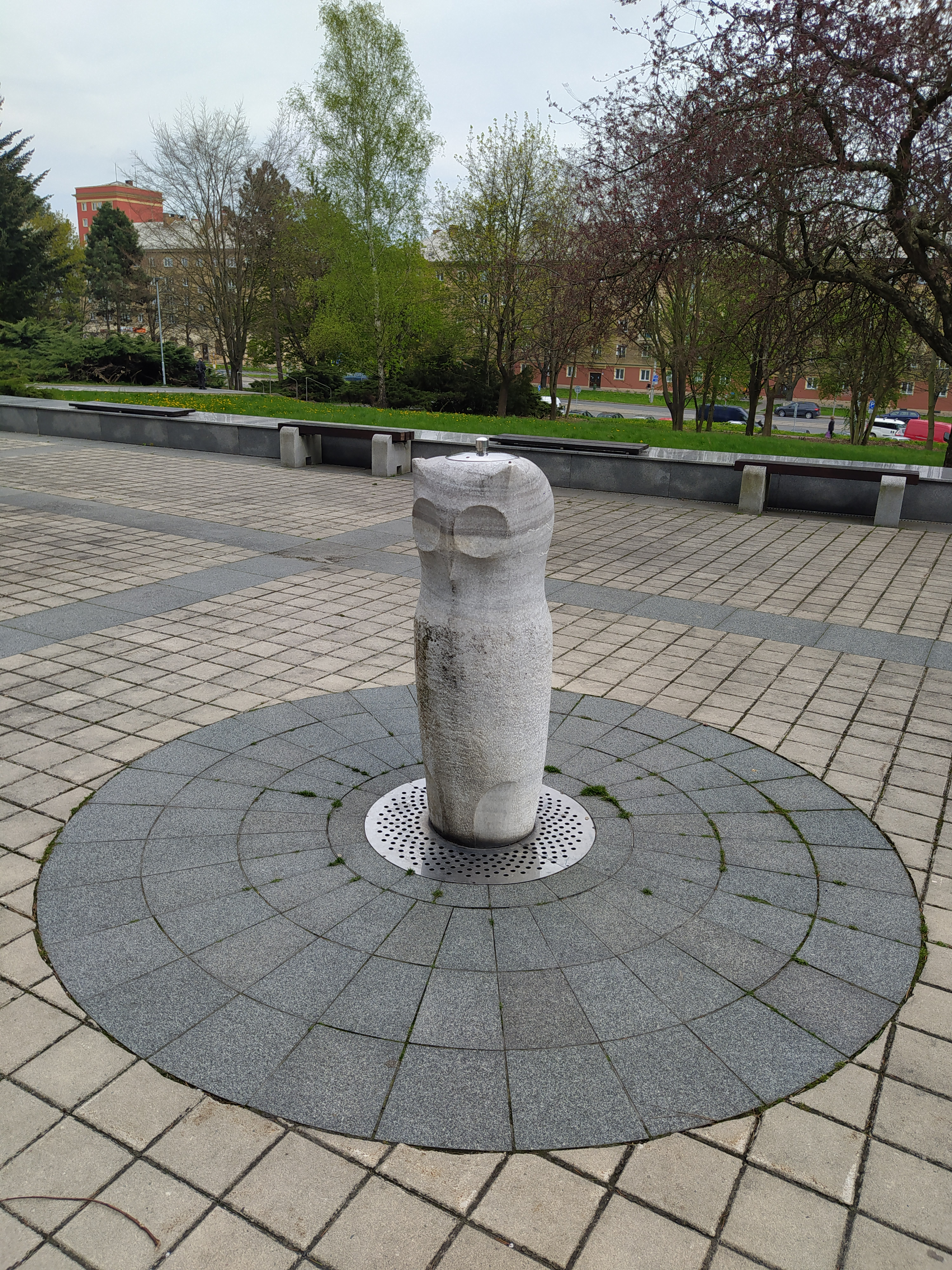
Pítko Sova, VŠB-Technická univerzita Ostrava
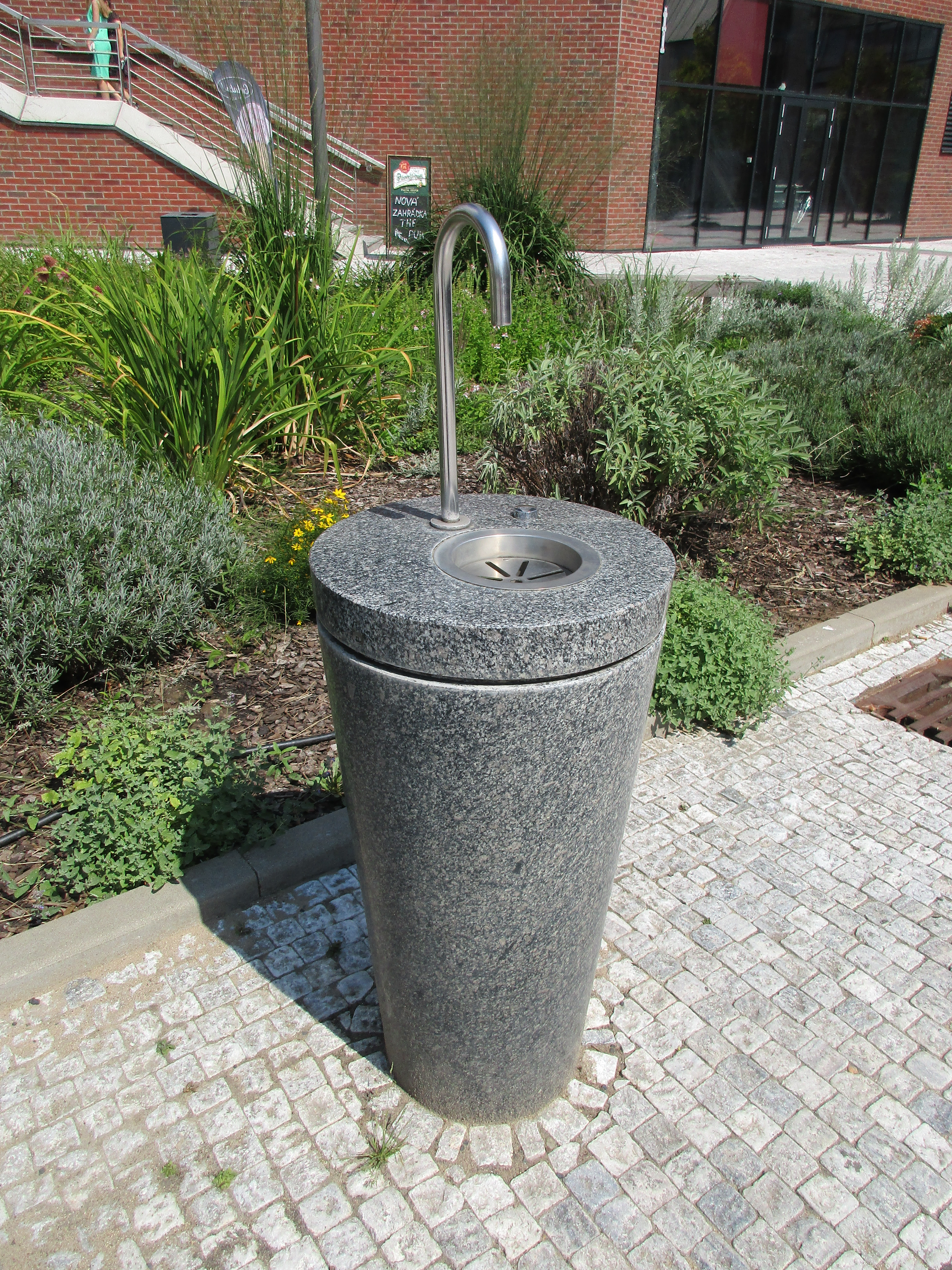
Pítko, Nové Butovice
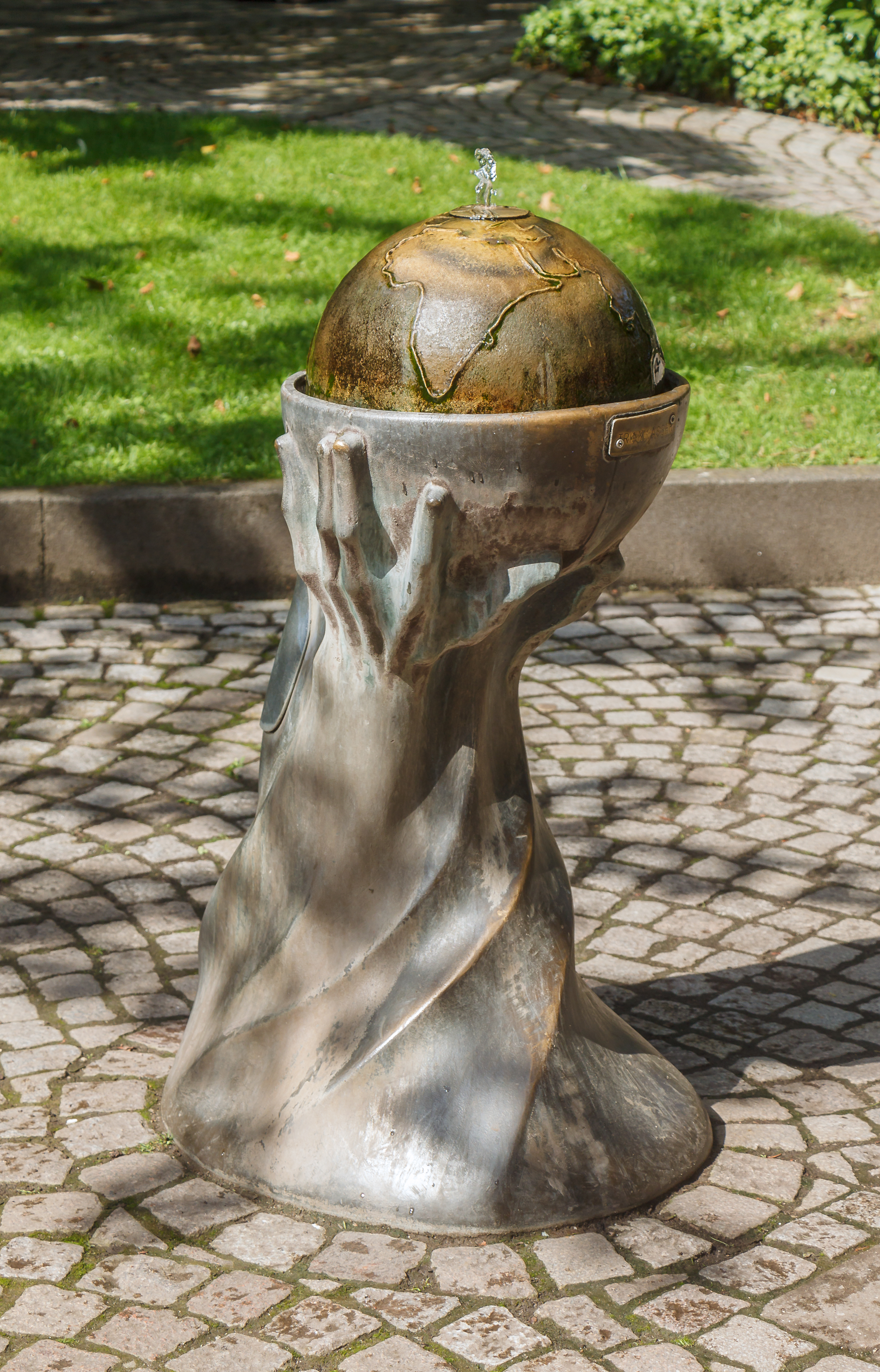
Luigi Colani: Pítko (Karlsruhe)
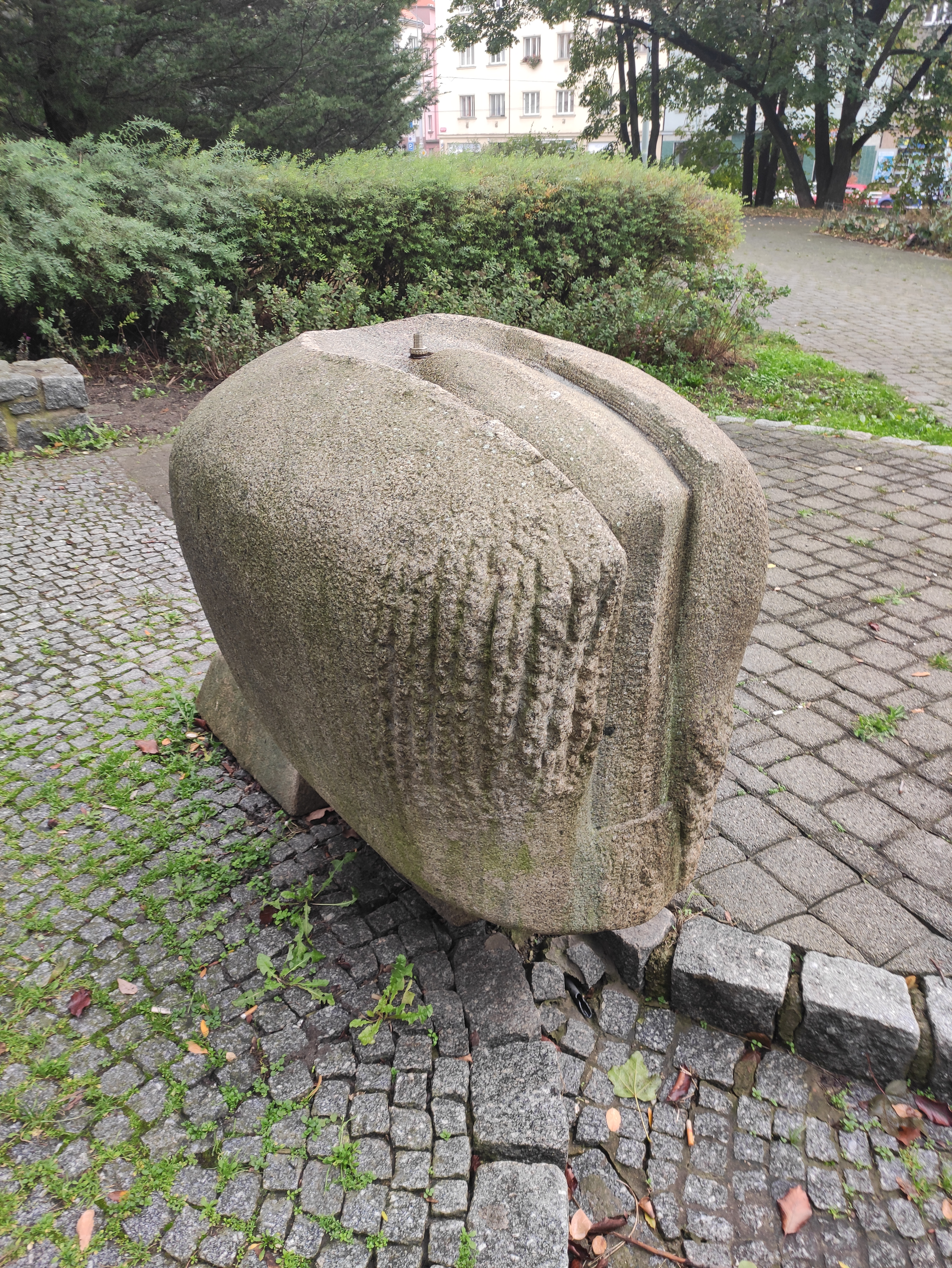
Pítko (Roman Wenzel), Praha

## Jiné příklady

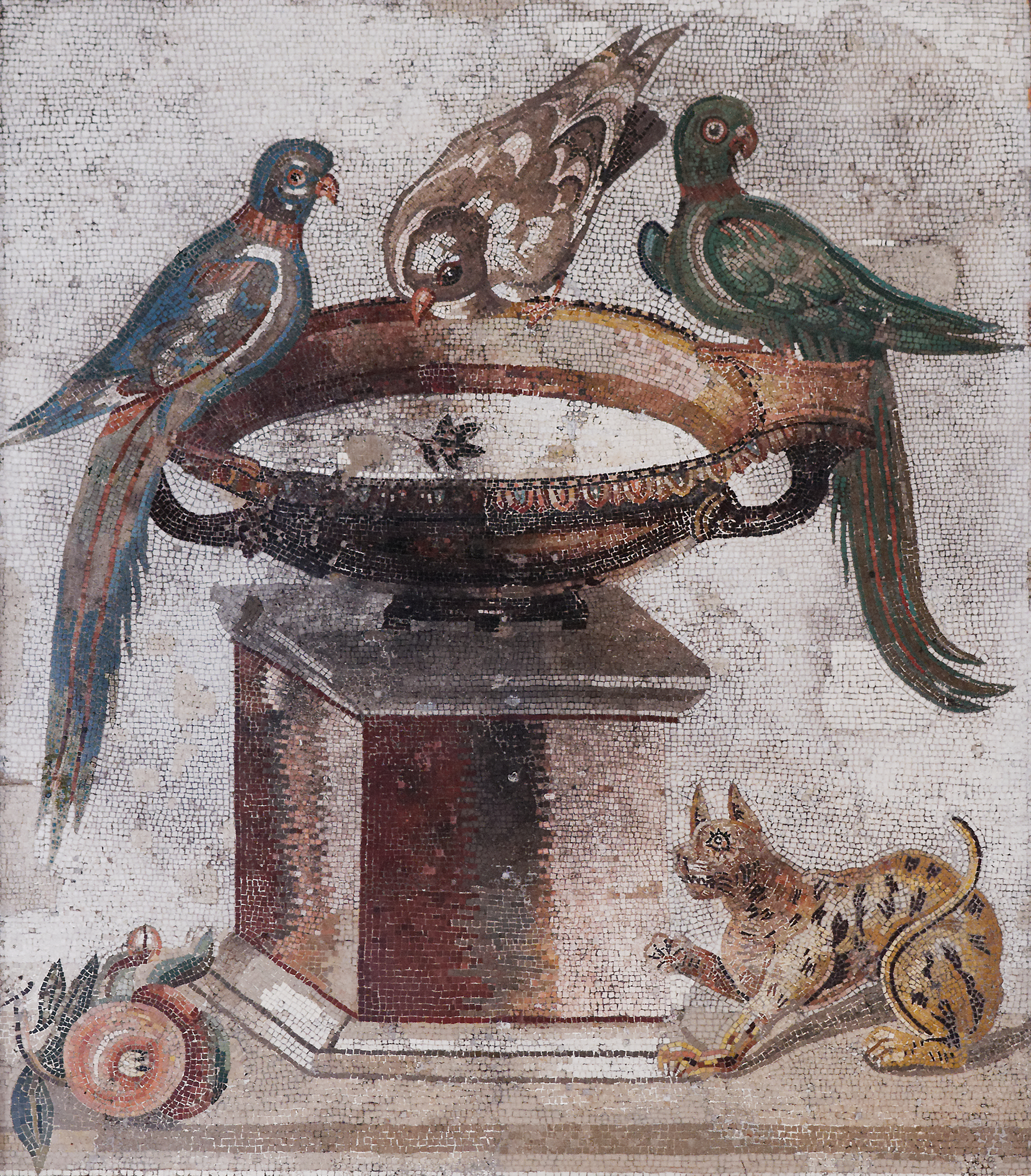
Ptáci u pítka (starořímská mozaika, Neapol)
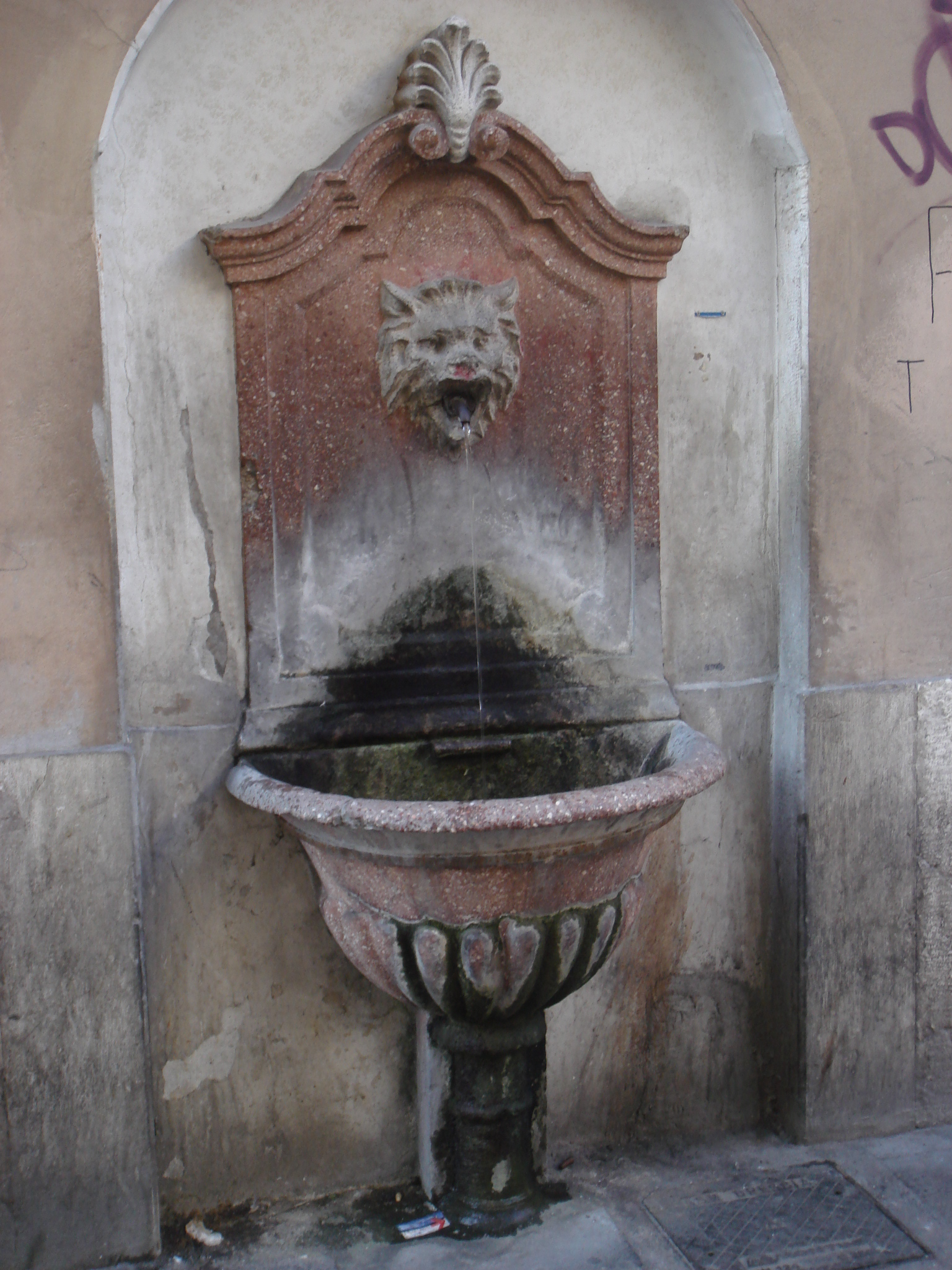
Prameník na Corso Garibaldi v Brescie
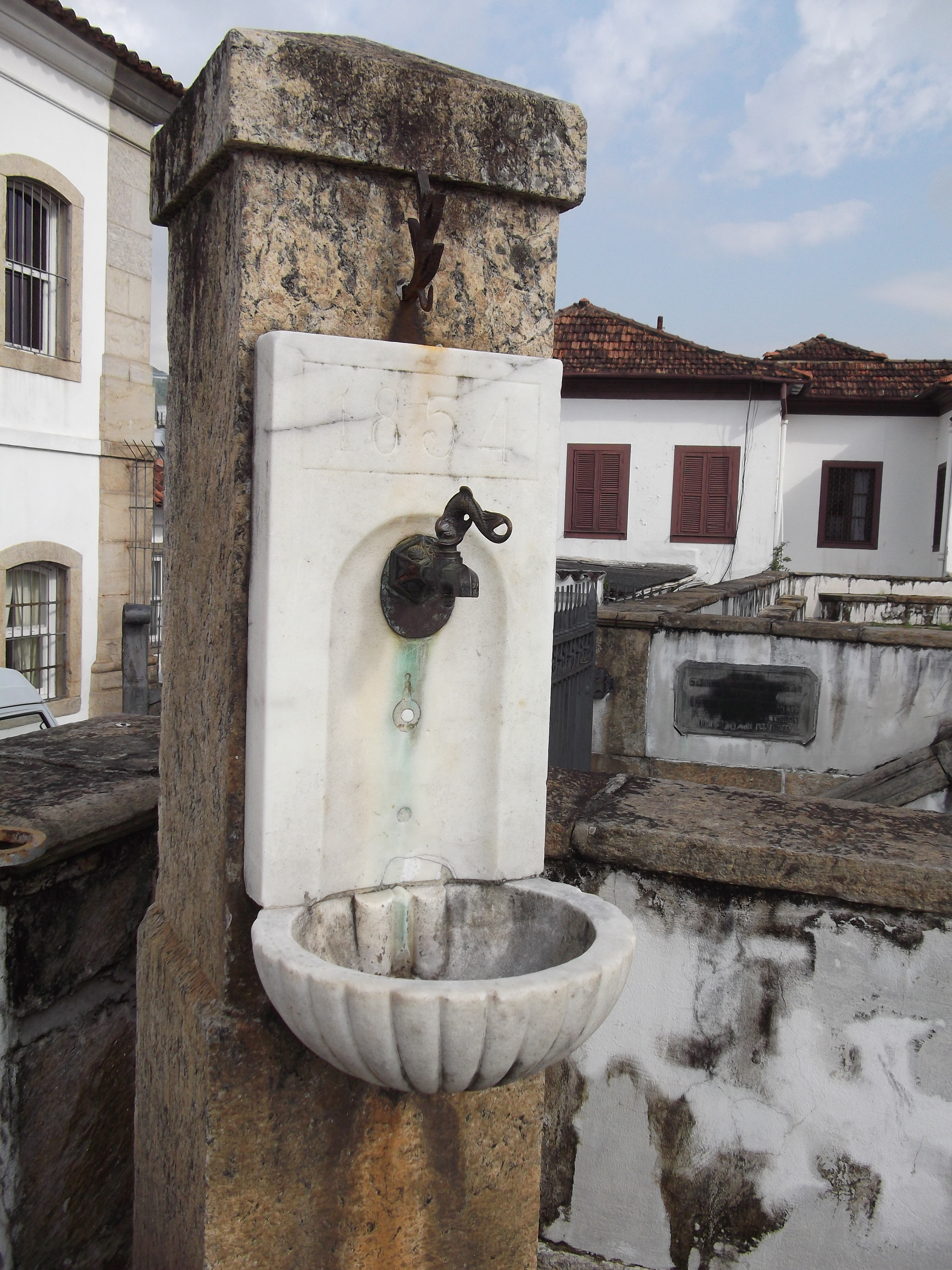
Prameník v Riu de Janeiru
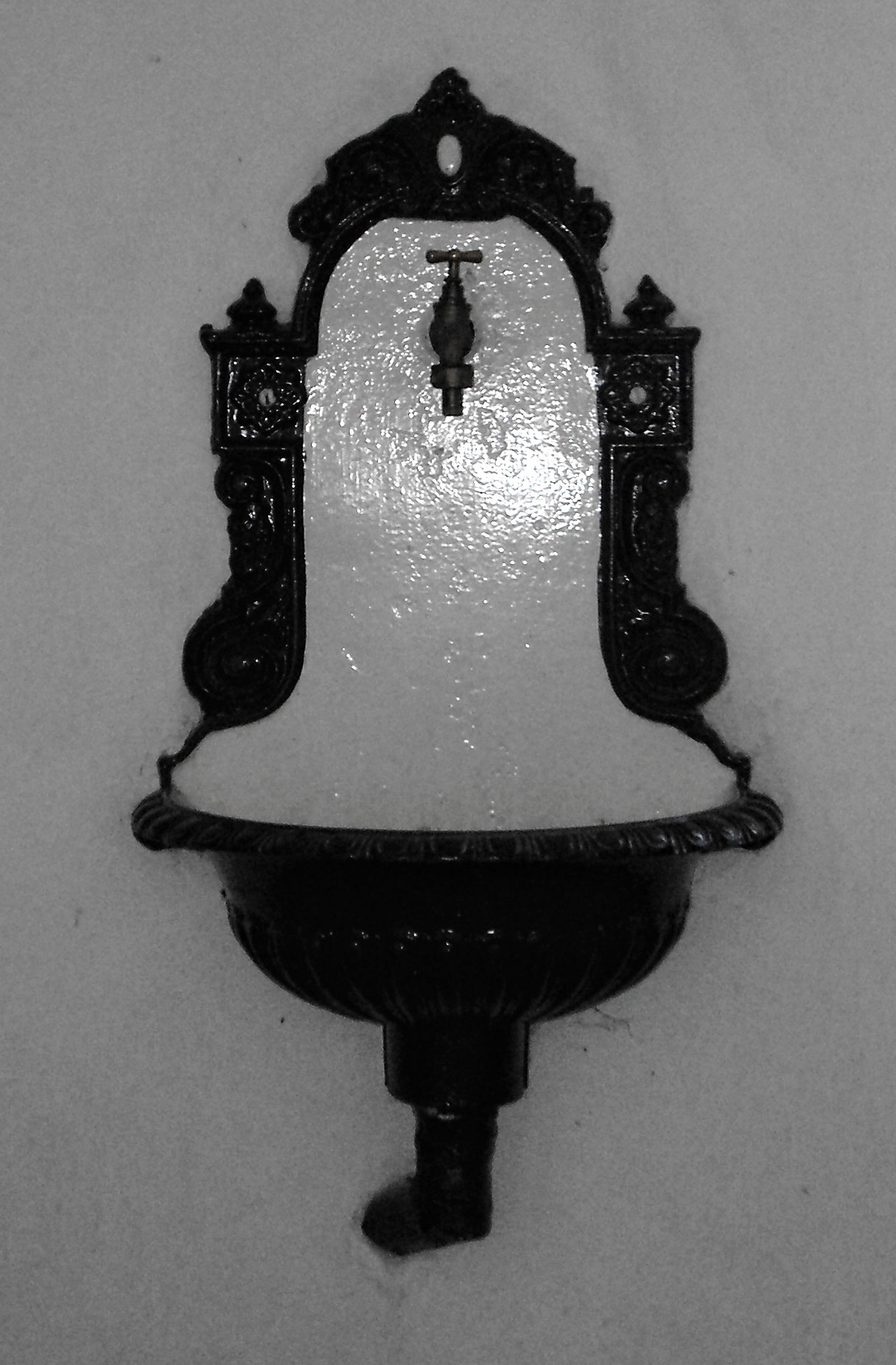
Litinový prameník rakouské firmy Becker Guss
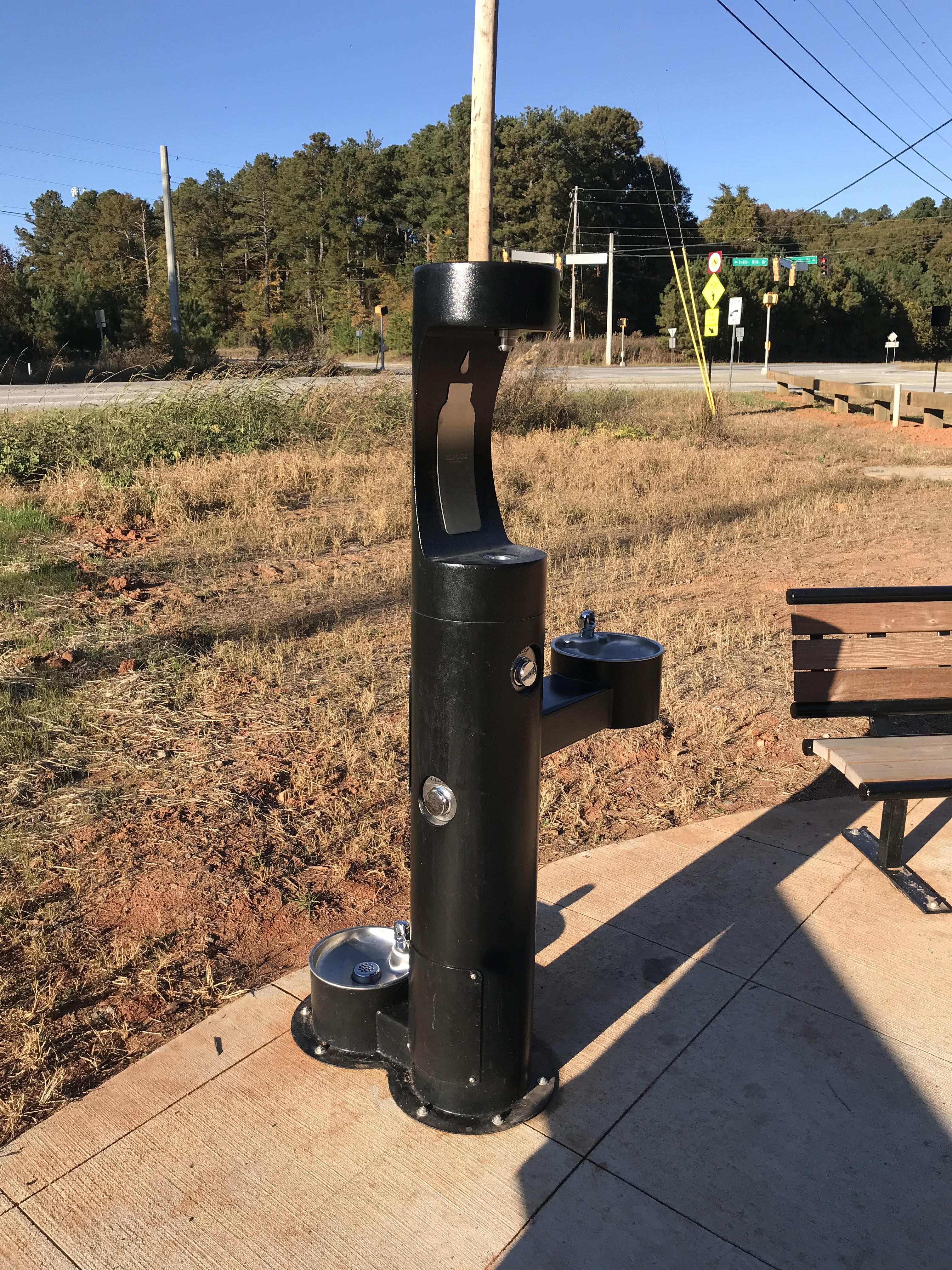
Víceúčelové pítko (pro lidi, psy a pro plnění lahví, USA)
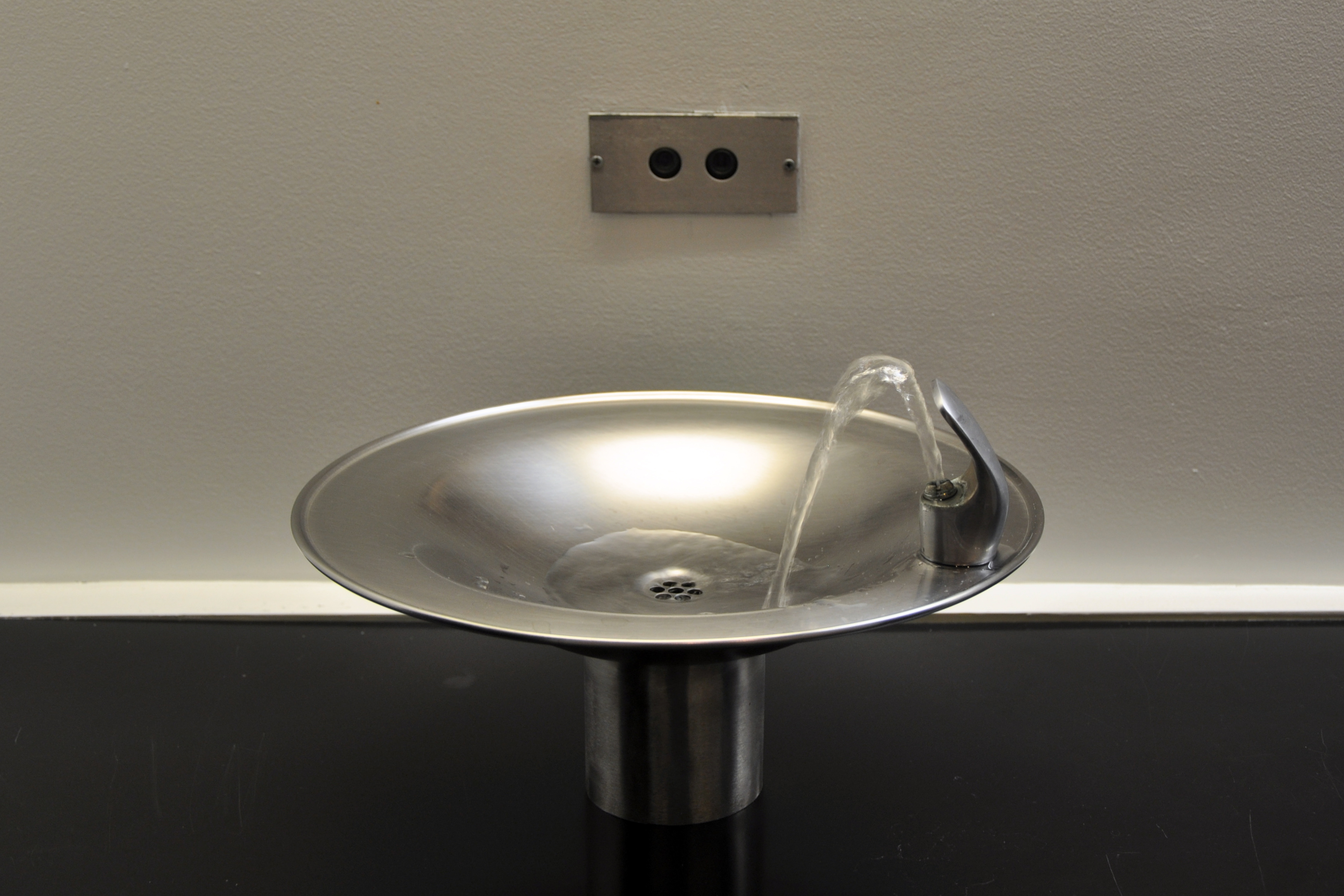
Automatické pítko (drinking fountain), USA
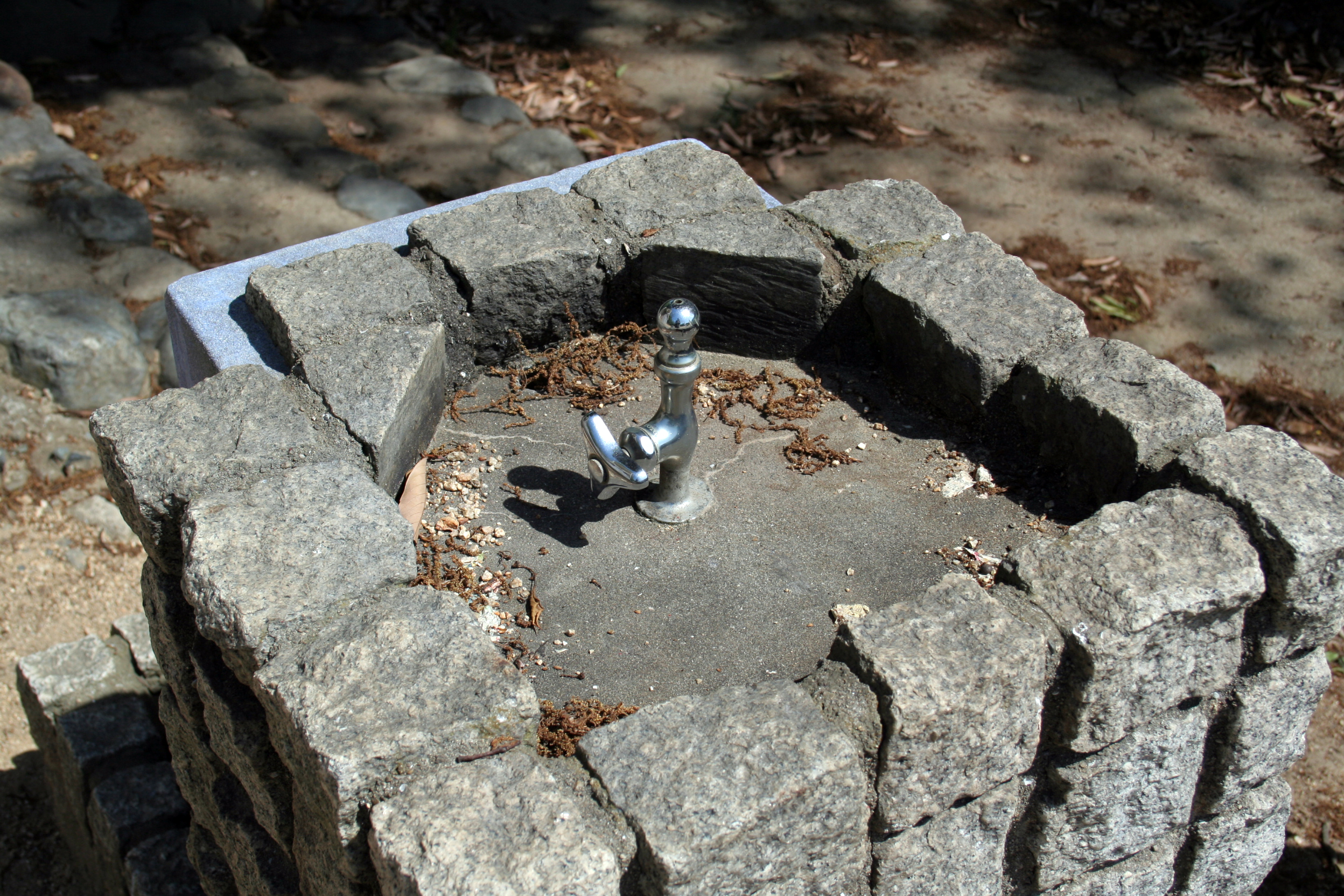
Pítko (Japonsko)
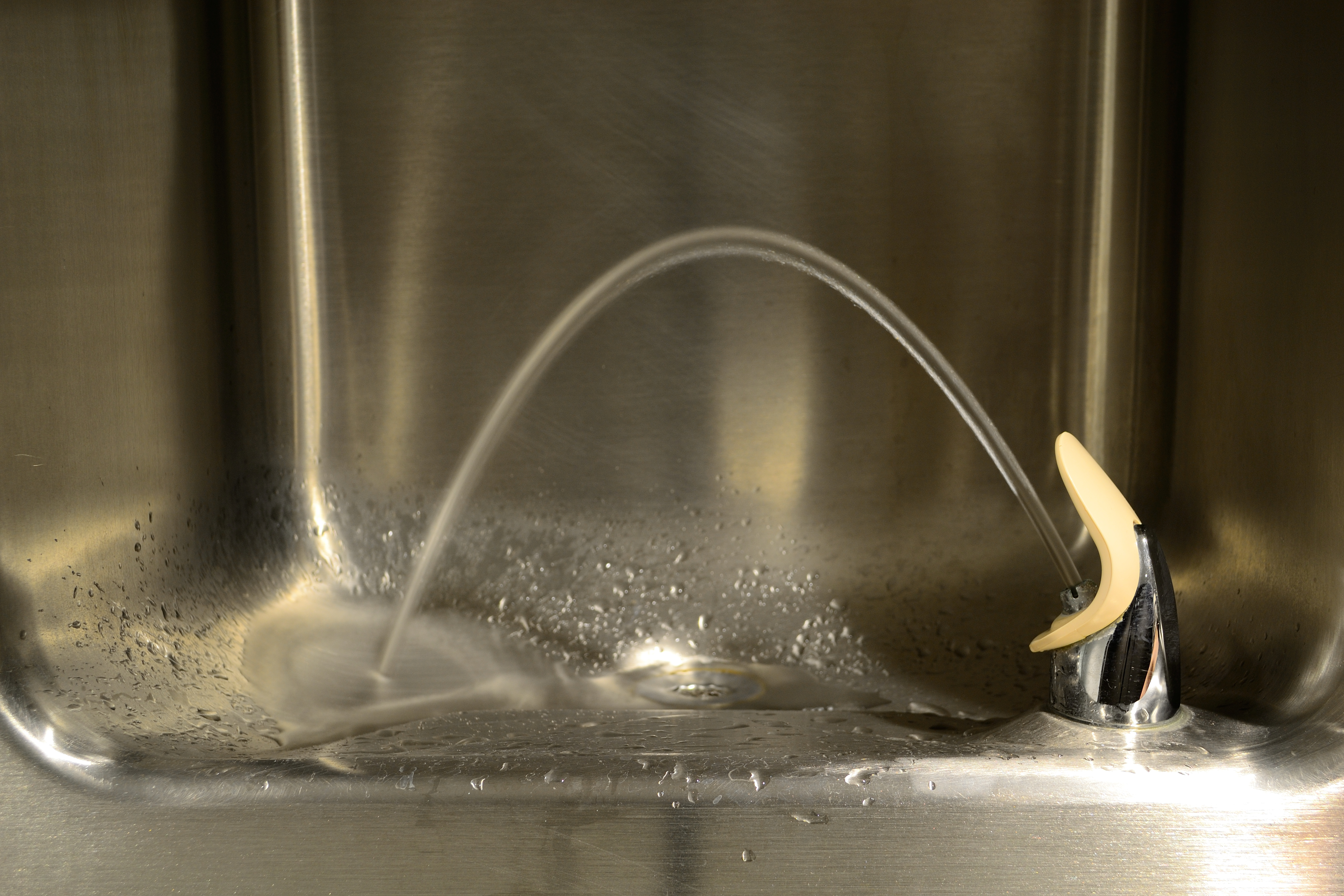
Pítko (Toronto)
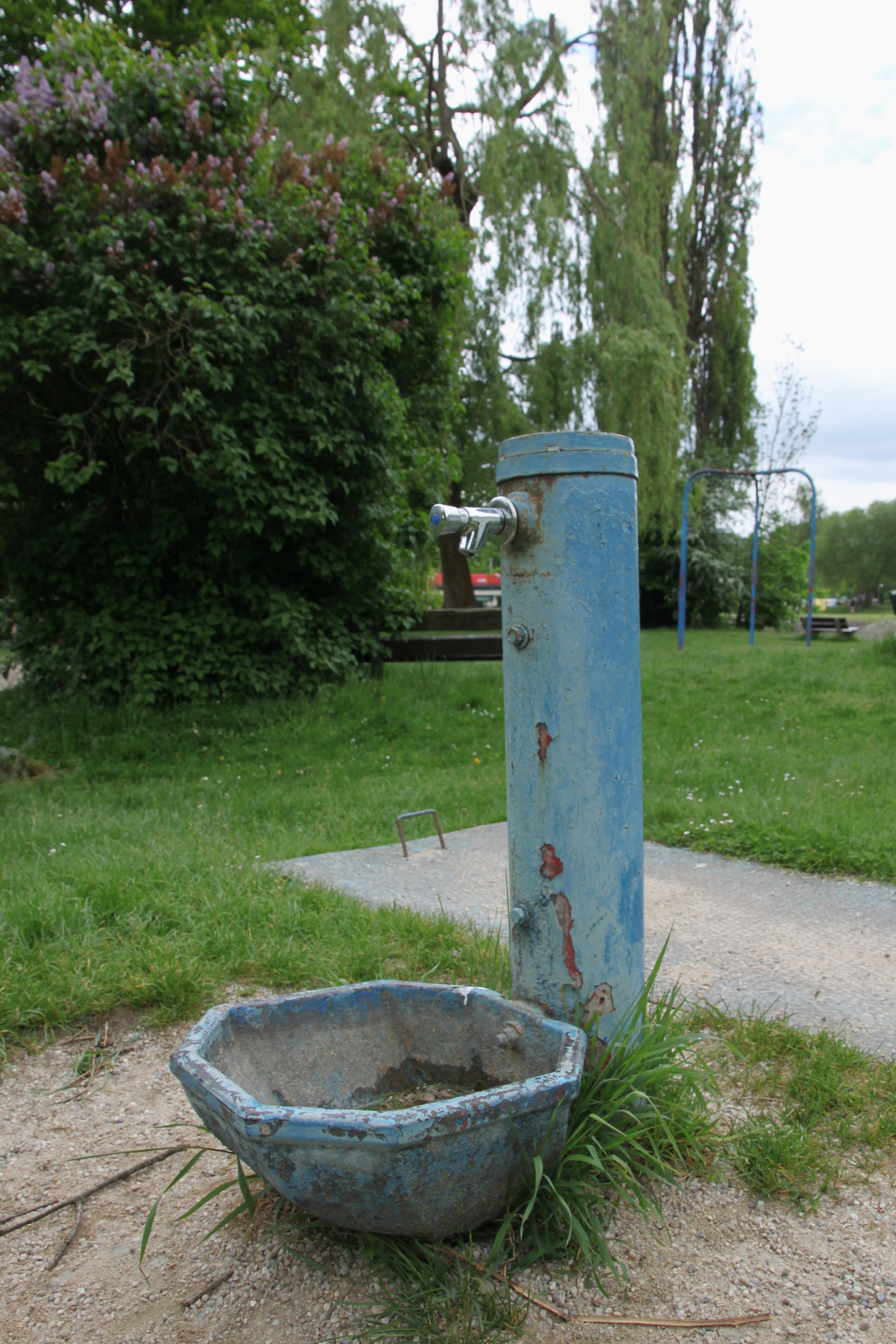
Pítko u Malého jezu, České Budějovice
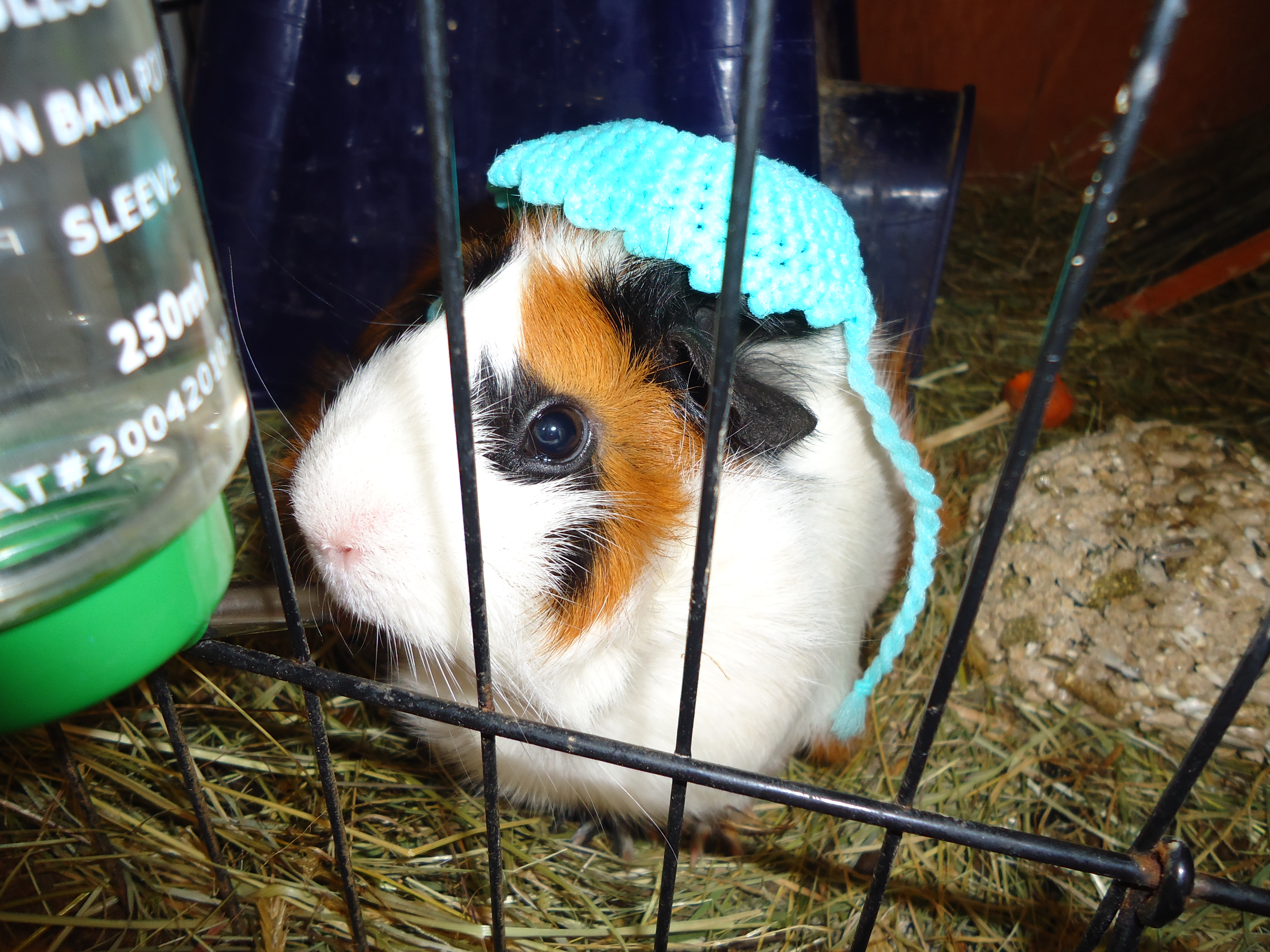
Pítko pro morče
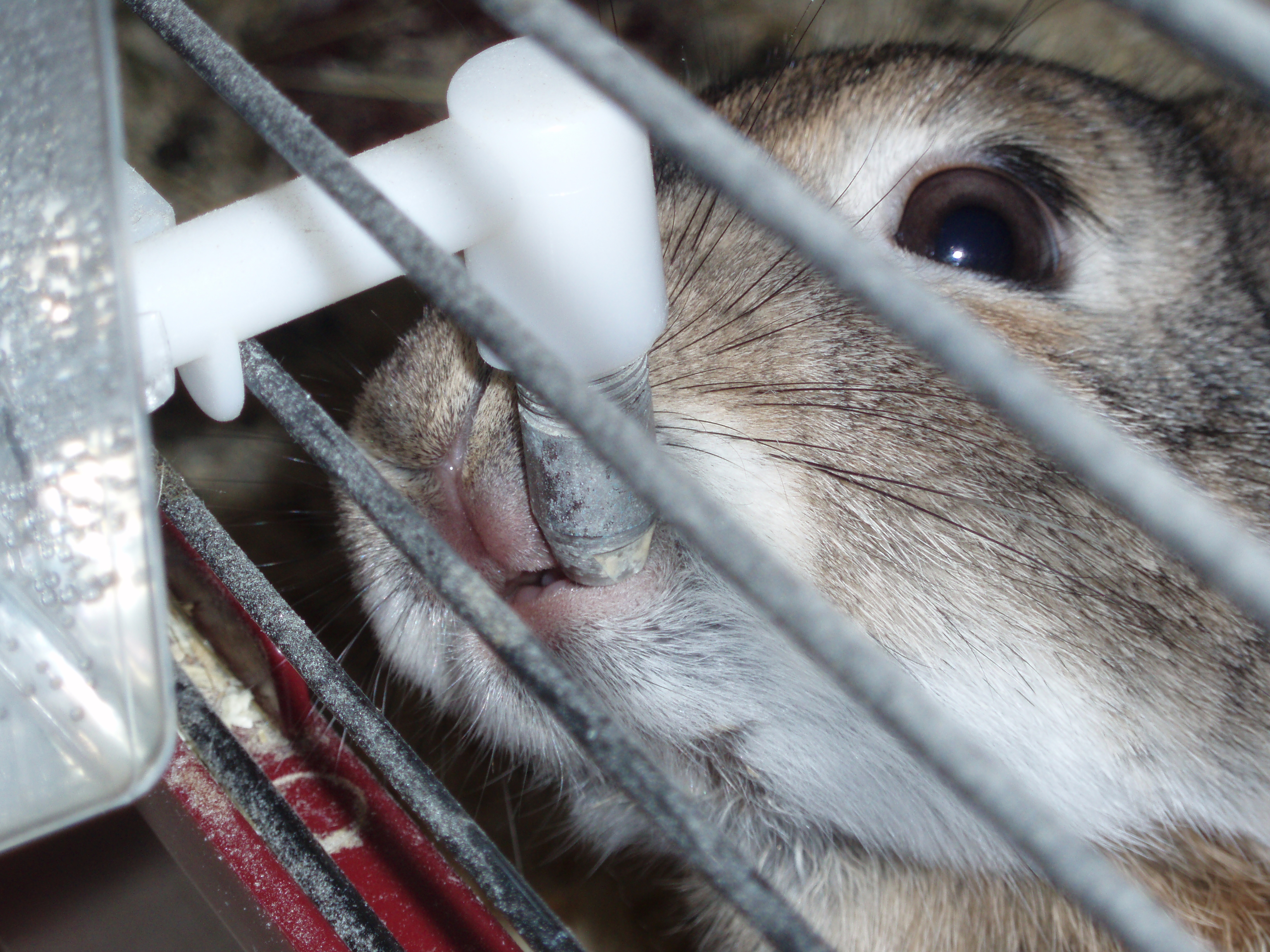
Králík pije vodu z pítka
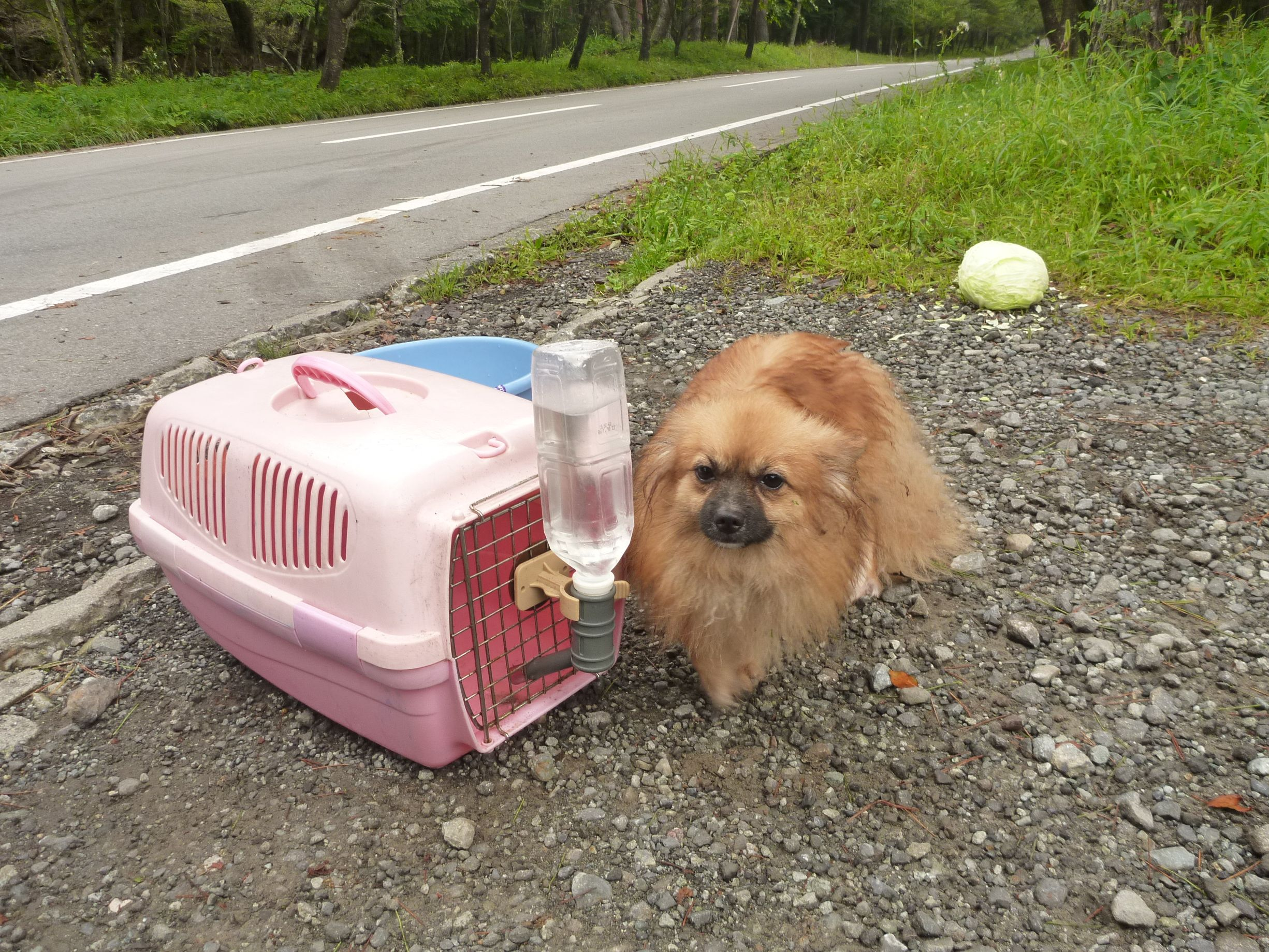
Pítko na kleci pro psa (Japonsko)

## Typy pítek
Pítka lze dělit podle:
- materiálů (např. kamenná, kovová, umělohmotná aj.)
- zdroje vody (např. přírodní zdroj, vodovodní soustava, cisterna)
- určení (např. pro lidi, pro ptáky, morčata či jiná drobná zvířata)
- velikosti
- způsobu ovládání (např. automatické, poloautomatické, mechanické)
- konstrukčního provedení (např. s čerpadlem nebo bez čerpadla, se zpětným ventilem atp.)